# Save Me (This Is an SOS)
Save Me (This Is An SOS) è una canzone in lingua inglese di Helena Paparizou pubblicata il 29 marzo in Svezia dalla Lionheart Music Group. Save Me è il terzo singolo del settimo album della Paparizou, Ti ora tha vgoume? e al contempo è il primo singolo del terzo disco in inglese della cantante, One Life, pubblicato il 26 marzo 2014. Nell'album è incisa anche la versione greca della canzone, intitolata Sou Stelno SOS.

## Pubblicazione e promozione
La canzone ha effettuato la première sulla radio nazionale svedese P4 a metà maggio, e il 29 maggio è uscita sullo store svedese di iTunes. Il 30 maggio è stata trasmessa dalla EMI su tutte le radio greche. La Paparizou ha cantato Save Me in un mashup con la canzone Freed From Desire di Gala all'annuale [Mad Video Music Awards]. Come ulteriore promozione, Save Me (This Is an SOS) è stata cantata dalla Paparizou nei suoi concerti estivi, accompagnata da quattro ballerini.
Tornando al mercato svedese, ha cantato la canzone il 17 giugno al Lotta Pa Liseberg, così come allo Stockholm Pride, al Nickelodeondagen il 1º agosto e il 27 ottobre al Bingolotto.

## Classifiche
| Classifica          | Posizione massima |
| ------------------- | ----------------- |
| Greek Airplay Chart | 4                 |
| Swedish Dance Chart | 25                |